# دوردي بيراموف
دوردي بيراموف (بالتركمانية: Durdy Baýramow)(14 أبريل 1938 - 14 فبراير 2014) أكاديمي وفنان تم منحه أعلى لقب فخري في بلاده وهو «فنان الشعب في الدولة التركمانية»، وفي لغته التركمانية الأصلية ينطق اسم دوردي بيراموف «دوردي بيرام» ببساطة (بدون إضافة «وف» على الطريقة السلافية لجعل الأسماء تبدو روسية أثناء الحقبة السوفياتية)، اسم «بيرام» يعنى «الاحتفال» في اللغات التركمانية. 

## بداياته وتعليمه
ولد دوردي بيراموف في بیرامعلی بالجمهورية التركمانية السوفيتية الاشتراكية التي كانت حينها جزءاً من الاتحاد السوفيتي في 14 أبريل 1938، وقد فقد كلا والديه في سن مبكرة وعاش كطفل مشرد قبل وضعه في دار للأيتام في سردار (المعروفة آنذاك باسم كيزيل عرفات) حيث كبر ترعرع بها، وأثناء تقدمه في العمر تحمل بيراموف المجاعة والمعاناة التي رافقت الحرب العالمية الثانية ودمار ما بعد الحرب، وبعد ذلك استفاد من توجيه المعلمين الاستثنائيين الذين اعترفوا بموهبته ودعموا الفنان الشاب في جهوده السامية إلى أن يصبح رساماً محترفاً، أول معلم فني له كان غيناديي بروسينتوف، وهو فنان روسي كان يدرس في كلية الفنون شوتا روستافلي بالدولة التركمانية في عشق أباد. كون كل من بيراموف وبروسينتوف علاقة صداقة قوية استمرت مدى الحياة، وكان بروسينتوف بمثابة مرشد بيراموف على مر السنين. صورة بروسينتوف الفنية لوجه بيراموف الشاب بعنوان «لاعب كرة القدم الشاب» محفوظة الآن في المجموعة الفنية لمعرض تريتياكوف الوطني بموسكو، وقام بيراموف برسم ثلاثة صور فنية لوجه معمله، وأكثرهم شهرة هي «صورة أول معلم لي» المرسومة في عام 1998/1997.7
أيضا كان لمدرب الفن ديميتري موشالسكي، تأثيراً عظيماً على حياة دوردي ومسيرته الفنية، وكان أستاذه في معهد سوريكوف للفنون المرموق في موسكو الذي حضره بيراموف بين عامي 1959 و1965، كان موشالسكي حاصل على أعلى لقب فخري في الفنون في الاتحاد السوفيتي السابق «فنان الشعب في اتحاد الجمهوريات الاشتراكية السوفيتية»، وكان يحظى باحترام واسع بسبب «القدرة على القاء الضوء على الجوانب الأساسية، بينما تنحى التفاصيل الدخيلة». وقد مرر هذا النهج إلى كثير من طلابه بما فيهم دوردي بيراموف.

## 2000 إلى 2010
بدءا من عام 2000 واصل بيراموف السفر والعمل على نطاق واسع داخل تركمانستان وفي جميع أنحاء العالم، وشملت رحلاته إلى أوكرانيا حيث عقد معرض فردي في المتحف الوطني للفن الروسي بكييف عام 2000، وروسيا عام 2003، وتايلاند عام 2004، وتركيا عامي 2002 و2004، وجرز المالديف عام 2004، والإمارات العربية المتحدة (رحلات عديدة بين عامي 2003 و2007)، وهولندا عام 2008، وإيطاليا عام 2009، وبلجيكا عام 2010 وفرنسا عام 2010. وفي عام 2008 احتفل بيراموف بعيد ميلاده السبعين والخمسين كفنان بمعرضين عن استعادة الأحداث عن عمله في عشق أباد بتركمانستان.
وبناءً على إنجازاته الفنية وإسهاماته في ثقافة تركمانستان طوال حياته، حصل بيراموف في عام 2008 على ميدالية «من أجل حب الوطن» التي قدمت له من قبل رئيس تركمانستان.                                  

## 2010 وما يليها
واصل بيراموف عمله الفني بغزارة في تلك الحقبة، حيث رسم أكثر من تسعين لوحة زيتية فيما بين 2010 و2014.
في عام 2012 أمضى بيراموف فترة ستة أشهر في كندا حيث أنشأ مجموعة مشهورة من لوحات المناظر الطبيعية بعنوان «الخريف الكندي» في عام 2014، وقد تم عرض لوحات بيراموف في تورونتو بكندا وهو أول معرض لأعماله في أمريكا الشمالية، وقد تم عقد معرض افتتاحي لصور بيراموف في تورونتو بكندا في عام 2015. تميز المعرض الذي يأخذ عنوان «عبر أعين دوردي بيراموف: حياة القرية التركمانية، من الستينات حتى الثمانينات» بصور بالأبيض والأسود، وكان المعرض الرئيسي في مهرجان بنك سكوتشيا (كونتاكت) للتصوير الفوتوغرافي، وقد تم نشر الكتالوج الخاص بذلك المعرض بواسطة مؤسسة دوردي بيراموف للفنون بالاشتراك مع برنامج التاريخ الثقافي الآسيوي الخاص بمؤسسة سميثسونيان.
وفي عام 2015 أقيم معرض فردي لأعمال دوردي بيراموف في برنامج البنك الدولي للفنون في واشنطن بدعم من سفارة جمهورية تركمانستان في الولايات المتحدة، افتتاحية هذا المعرض تزامنت مع احتفالات الذكرى الأربعة والعشرين للاستقلال والذكرى العشرين لحياد تركمانستان. 

## الأسلوب الفني
أبدع دوردي بيراموف أكثر من 5000 عمل فني خلال حياته المهنية، بما في ذلك اللوحات الزيتية والأعمال الفنية على الورق، كما كان مصوراً شغوفاً رغم أنه يعتبر هذا النشاط جزء من عمليته الفنية ولم يحاول قط عرض صورٍ فوتوغرافية، ولهذا السبب لم يتم عرض أعماله الفوتوغرافية الكبيرة حتى بعد وفاته.
أعمال بيراموف كانت تهتم بأربعة أنواع من الفن على نطاق واسع وهي: الصور الفنية للوجوه والطبيعة الصامتة، والمناظر الطبيعية والتركيبات المواضيعية، ولكنه معروف منذ فترة طويلة بالصور الفنية للوجوه. ففي عام 1975 كتب أحدهم «رغم أنه يرسم أنواع متعددة من الصور والمناظر الطبيعة، يمكن للمرء ان يقول أن فن التصوير للوجوه هو ما يعيره اهتمامًا خاصًا»، كان يعتبر بين معاصريه «سيد التصوير الفني للوجوه الذي لا نظير له». توغل بيراموف في الشخصية وفي طبيعة الحياة الداخلية للأشخاص الذي يرسمها لإظهار شخصيات متنوعة على اللوحة مع التأكيد على أفضل صفاتهم، وقال بيراموف أنه فعل ذلك عن طريق «البحث الدائم عن تلك الشرارة الخاصة التي توجد داخل كل شخص»، وقد سعى إلى التوفيق بين الاكتشافات السياقية للانطباعية والانتباه إلى أدق تفاصيل الواقعية الكلاسيكية والعادات الفنية الغنية لتركمانستان، وجد بيراموف الإلهام في الناس من جميع مناحي الحياة، بصرف النظر عن خلفياتهم الاجتماعية أو الاقتصادية أو الاثنية. تتضمن رسوماته تشكيلة واسعة من الأفراد من القرويين حتى العلماء ومن الغرباء حتى أفراد الأسرة ومن الأطفال حتى كبار السن. طبيعة بيراموف العطوفة وعلاقة الوطيدة الأشخاص الذي يرسمها تساعده على تفسير نجاحه في هذا النوع.
وعلى الرغم من أن بيراموف معروف بتصوير الوجوه (البورتريه)، فإن أعماله في الطبيعة الصامتة والمناظر الطبيعية تحظى بقدر كبير من الاحترام. احتلت الزهور مكانة خاصة في أعمال بيراموف التي تخص الطبيعة الصامتة، وكان شغوفاً بوجه خاص برسم زهرة الخشخاش ذات الألوان الزاهية والملمس الجميل التي تنمو في سفوح تركمانستان كل ربيع. تصوير الفاكهة في أعمال بيراموف التي تخص الطبيعة الصامتة ترمز إلى وفرة الطبيعة وحبه لفاكهة وطنه على وجه الخصوص، وكثيراً ماكان يصور التفاح والبطيخ والرمان إلخ... الموجودة بترتيب على السجاد التركماني التقليدي الذي تتميز بزخارف منسوجة «غول» وألوان تنبض بالحياة، ولباد الزينة التركماني الذي يسمى «كيشي». 

## وفاته وميراثه
في شهر فبراير من عام 2014 م تم تشخيص إصابة دوردي بيراموف بسرطان الكبد، وتوفي في 14 فبراير 2014 م وقد ترك خلفه زوجه، غوذيل بايراموفا، وأربعة بنات وسبعة أحفاد.
في عام 2015 م تم تأسيس مؤسسة فنون دوردي بيراموف في تورونتو بكندا بهدف دعم ميراث بيراموف في الفن والتعليم، ومن أجل تعزيز هذه المهمة افتتحت المؤسسة متحف بيراموف، يحتوي المتحف الذي يقع في تورنتو بكندا على أكبر مجموعة فنية في العالم من أعمال بيراموف ويستضيف معارض دائمة ومؤقتة لأعمال بيراموف الفنية.
دوردي بيراموف معروف على نحو واسع باعتباره أحد أهم فناني آسيا الوسطى، يمكن العثور على أعماله في العديد من مجموعات الفن الخاصة وكذلك في المتاحف والمعارض والمؤسسات الثقافية في جميع أنحاء العالم، بما في ذلك:
- مؤسسة فنون دوردي بيراموف بتورونتو، كندا.
- معرض درسدن ب درسدن، ألمانيا.
- متحف الفنون الجميلة بعشق آباد، تركمانستان.
- متحف الفنون الجميلة بمارى تركمانستان.
- متحف الفنون الجميلة بتركمان آباد، تركمانستان.
- متحف الفنون الجميلة ببلقان آباد، تركمانستان.
- معرض تريتياكوف،[24] بموسكو، روسيا.
- متحف الفنون الشرقية الوطني بموسكو، روسيا.
- متحف الفنون الجميلة لجمهورية كاريليا بتروزافودسك، روسيا.
- متحف الفنون الجميلة، يكومسومولسك–اون–أمور، روسيا.
- معرض بريمور للفنون بفلاديفوستوك، روسيا.
- متحف تيومن الإقليمي للفنون الجميلة بتيومين، روسيا.
- متحف صديقوف للأكاديمية الوطنية للفنون بيشكك، قرغيزستان.
- المتحف أوزبكستان الوطني للفنون بطشقند، أوزبكستان.
- متحف كييف الوطني للفن الروسي بكييف، أوكرانيا.
- متحف لوغانسك الإقليمي للفنون الجميلة بلوغانسك، أوكرانيا.
- متحف الفنون الجميلة بكميتوف، أوكرانيا.

## المعارض الفردية
- 2016 دوردي بيراموف، تورونتو، كندا «أيام الموسيقي الكلاسيكية التركمانية في كندا»، مركز الإسماعيلي، تورونتو.
- 2016 دوردي بيراموف، عشق آباد، تركمانستان. معهد الدولة التركمانية للنقل والاتصالات، بدعم من وزارة الثقافة ووزارة التعليم والمتاحف في عشق آباد (في إطار عام تكريم التراث وتحويل الوطن").[25]
- 2016 دوردي بيراموف، واشنطن العاصمة، الولايات المتحدة الأمريكية، سفارة جمهورية تركمانستان في واشنطن العاصمة.
- 2015 دوردي بيراموف، واشنطن العاصمة، الولايات المتحدة الأمريكية، برنامج البنك الدولي للفنون.
- 2015 دوردي بيراموف، تورونتو، كندا «عبر أعين دوردي بيراموف: حياة القرية التركمانية، من الستينات حتى الثمانينات» (أول معرض لصور دوردي بيراموف الفوتوغرافية).
- 2014 دوردي بيراموف، تورونتو، كندا «حياتي ملك الفن والفن ملك للشعب».
- 2013 دوردي بيراموف، عشق آباد، تركمانستان (معرض مكرس للاحتفال بعيد ميلاد دوردي بيراموف الخامس والسبعين).
- 2008 دوردي بيراموف، قاعة المعارض الخاصة باتحاد الفنانين، عشق آباد، تركمانستان (معرض مكرس للاحتفال بعيد ميلاد دوردي بيراموف السبعين والخمسين كفنان).
- 2008 دوردي بيراموف، متحف الفنون الجميلة، عشق آباد، تركمانستان.
- 2003 دوردي بيراموف، عشق آباد، تركمانستان.
- 2000 دوردي بيراموف، متحف كييف الوطني للفن الروسي، كييف، أوكرانيا.
- 1998 دوردي بيراموف، عشق آباد، تركمانستان.
- 1986 دوردي بيراموف، بودابست، هنغاريا.
- 1986 دوردي بيراموف، عشق آباد، الجمهورية التركمانية الاشتراكية السوفيتية «عشق آباد – كهنه غرغانج – عشق آباد».
- 1986 دوردي بيراموف، عشق آباد، الجمهورية التركمانية الاشتراكية السوفيتية.
- 1984 دوردي بيراموف، اوليانوفسك، روسيا.
- 1981 دوردي بيراموف، برلين، الجمهورية الديمقراطية الألمانية.
- 1980 دوردي بيراموف، موسكو، روسيا.
- 1978 دوردي بيراموف، عشق آباد، الجمهورية التركمانية الاشتراكية السوفيتية.
- 1975 دوردي بيراموف، كييف، أوكرانيا.
- 1971 دوردي بيراموف، هال، الجمهورية الديمقراطية الألمانية.
- 1970 دوردي بيراموف، عشق آباد، الجمهورية التركمانية الاشتراكية السوفيتية «عبر الهند».

## الجوائز والأوسمة
- 2011 ميدالية اليوبيل «الذكرى العشرين لاستقلال تركمانستان».
- 2009 جائزة بياشيم نورالي، اتحاد الفنانين بتركمانستان.
- 2008 ميدالية رئيس تركمانستان «من أجل حب الوطن».
- 1998 عضو أكاديمي بالأكاديمية الوطنية للعلوم والفنون بجمهورية قيرغيزستان.
- 1991 فنان الشعب التركماني الاشتراكي السوفيتي.
- 1984 الجائزة الثانية ودبلوم في مسابقة التي عقدت بمناسبة الذكرى ال60 للجمهورية التركمانية السوفيتية الاشتراكية والحزب الشيوعي للجمهورية التركمانية السوفيتية الاشتراكية.
- 1980 عامل فني موقر في الجمهورية التركمانية السوفيتية الاشتراكية.
- 1978-1979 الجائزة الثانية ودبلوم في مسابقة الفانين بالجمهورية التركمانية السوفيتية الاشتراكية.
- 1975 الجائزة الثالثة ودبلوم في مسابقة «صورة المرأة» على مستوى الأمة بموسكو، الاتحاد السوفيتي.
- 1974 ميدالية ذهبية معرض انجازات الاقتصاد الوطني، موسكو، الاتحاد السوفيتي.
- 1974 شهادة فخرية، المجلس الأعلى ومجلس الوزراء في الجمهورية التركمانية الاشتراكية السوفيتية.
- 1974 الجائزة الثانية ودبلوم في المسابقة بمناسبة الذكرى ال[ 60] للجمهورية التركمانية السوفيتية الاشتراكية.
- 1972 جائزة لينين كومسومول باتحاد الجمهوريات الاشتراكية السوفيتية؛ صاحب الجائزة الثانية ودبلوم، المعرض الوطني للفنانين الشباب في اتحاد الجمهوريات الاشتراكية السوفيتية.
- 1970 جائزة لينين كومسومول بالجمهورية التركمانية الاشتراكية السوفيتية.
- 1965 شهادة فخرية، المجلس الأعلى للجمهورية التركمانية الاشتراكية السوفيتية.